# ميريام يونغ
ميريام يونغ (بالإنجليزية: Miriam Young)‏ هي كاتبة للأطفال وكاتِبة أمريكية، ولدت في 1913 في نيويورك في الولايات المتحدة، وتوفيت في 12 سبتمبر 1974 في ليوسبورو في الولايات المتحدة.

## وصلات خارجية
- ميريام يونغ على موقع IMDb (الإنجليزية)
- ميريام يونغ على موقع قاعدة بيانات الفيلم (الإنجليزية)